# Adrienne Rivera
Adrienne Rivera és una esquiadora nord - americana d'esquí alpí adaptat. Va representar els Estats Units als Jocs Paralímpics d'Hivern de 1994 en quatre competicions d'esquí alpí.
Va guanyar la medalla d'or a la prova eslàlom gegant categoria femenina LW2 i la medalla de bronze a la competició eslàlom categoria femenina LW2.
També va competir en els esdeveniments de descens femení LW2 i eslàlom femení LW2, encara que no va guanyar una medalla.
Va ser diagnosticada amb càncer ossi i com a resultat va perdre una cama als 14 anys. Després de la seva carrera esportiva es va convertir en enginyera aeroespacial.